# ガリシア人

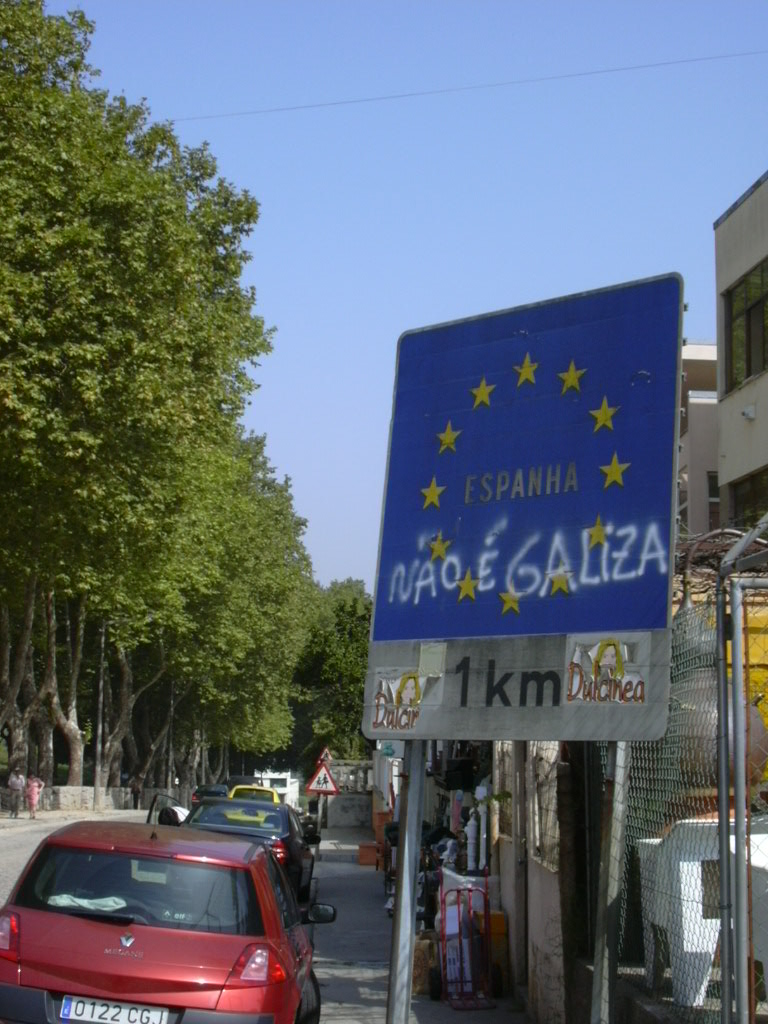
「Espanha」と書かれた看板に「não é Galiza」と落書きされている。2つを続けて読むと「Espanha não é Galiza」（『ガリシアはスペインではない!』）になる。

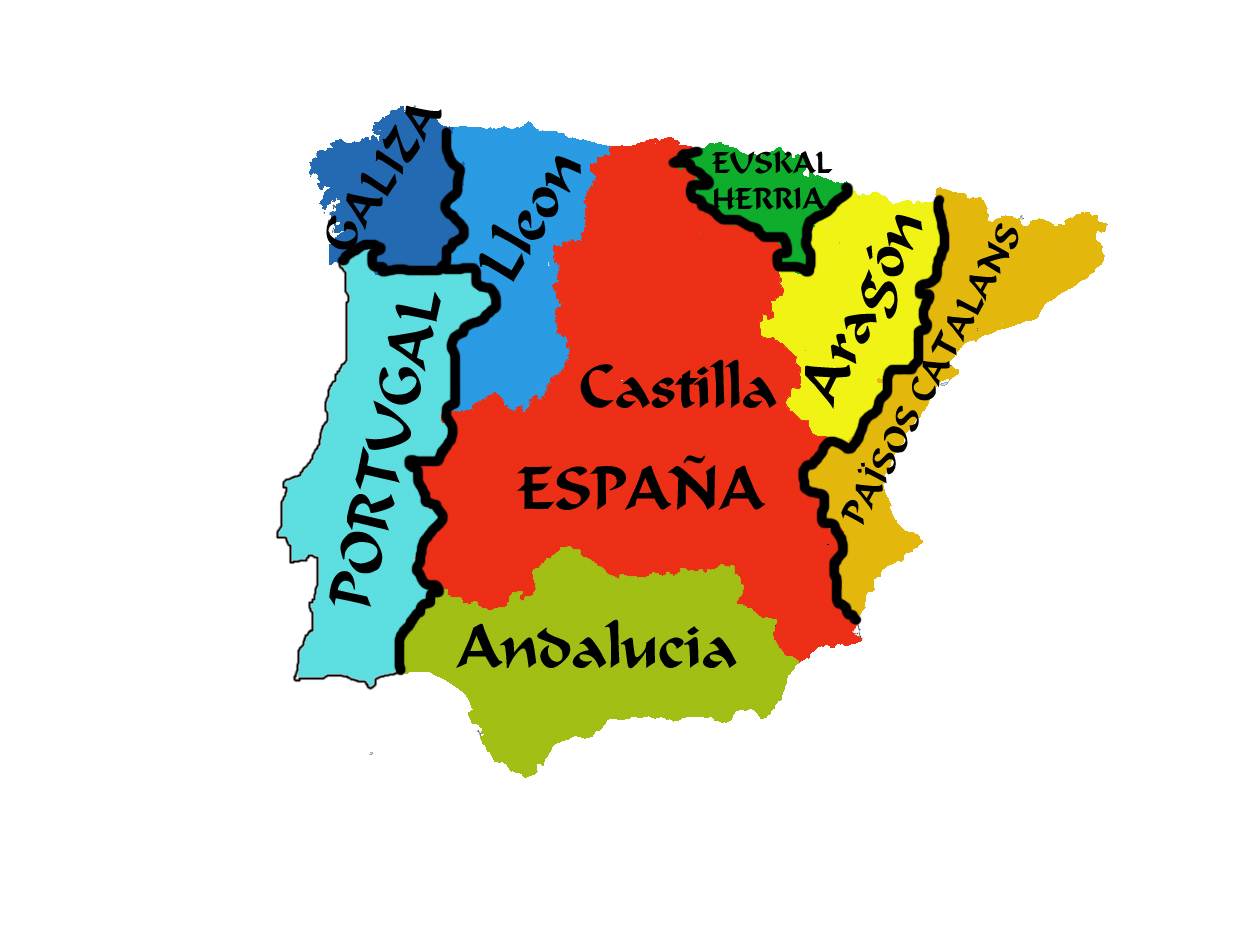
分離主義者が主張するイベリア半島の民族分布。この論に立つ場合、スペイン人は諸民族の大部分を統合する概念となる。

ガリシア人（Pobo galego）は、イベリア半島のガリシア地方に出自を持つエスニック集団で、スペインの他地方とは、言語、文化、習慣、伝統が異なる。その主要な言語は古代ケルト語と融合した俗ラテン語に由来するガリシア語である。同時にガリシア人はイベリア半島の先住民族であるイベリア人とケルト人と混血して形成され、イベリア半島においても独自の文化を持っている。

## ガリシア人の定義
ガリシア地方は歴史的に、移民送出地で、スペインの他地方や、南北アメリカ、他のヨーロッパ諸国へ移民として出ていったものも少なくない。文脈により以下の定義を有す。

### その基準
- ガリシア民族に帰属すると考えている人。
- ガリシア語を母語とする人。
- キューバのカストロ家。